# 義真
義真（ぎしん、天応元年（781年）- 天長10年7月4日（833年8月26日））は、平安時代前期の天台宗の僧。俗性は丸子連または丸子部。相模国の出身。修禅大師とも称される。

## 略歴
奈良興福寺で法相を学び、鑑真の弟子から授戒されて中国語にも通じた。その後は最澄に師事し、延暦23年（804年）には中国語の通訳（訳語）として最澄とともに唐へ渡り、最澄と同じく道邃から円頓戒を、順暁から密教の付法を承けて日本へ帰国した。弘仁13年（822年）、最澄が没した後には比叡山大乗戒壇初の授戒の伝戒師となる。天長元年（824年）、初代の天台座主に就任し、天長9年（832年）には天台宗の僧として初めて維摩会の講師となった。
著書に『天台法華宗義集』がある。